# Liam Grimshaw
Liam David Grimshaw (Burnley, 2 februari 1995) is een Engels voetballer.

## Clubcarrière

### Manchester United
Grimshaw kwam in 2002 in de jeugdopleiding van Manchester United terecht. Op 27 maart 2014 werd hij voor de duur van twee maanden verhuurd aan Morecambe FC. Hij speelde geen wedstrijden in het eerste elftal van de club, waarna hij op 31 mei 2014 weer terugkeerde bij Manchester United. Na zijn terugkeer werd hij een vaste waarde in het reserve-elftal van The Red Devils met 17 optredens. 
In september 2015 werd Grimshaw tot januari 2016 verhuurd aan Motherwell. Op 12 september 2015 maakte hij zijn debuut in de Scottish Premiership tegen Ross County. Grimshaw kwam vijf minuten voor tijd het veld in voor Josh Law. De wedstrijd eindigde in 1−1 door een doelpunt in blessuretijd van Louis Moult. Het zou uiteindelijk de enige invalbeurt zijn voor Grimshaw bij Motherwell, die in de overige wedstrijden die hij speelde altijd bij de basiself zat.

### Preston North End
Grimshaw tekende op 18 januari 2016 een contract tot medio 2018 bij Preston North End, dat hem voor een niet bekendgemaakt bedrag overnam van Manchester United. Hjj maakte op 6 augustus 2016 zijn debuut in de met 1−0 verloren wedstrijd tegen Jaap Stam's Reading. Grimshaw kwam na 46 minuten het veld in als vervanger van Alan Browne. Grimshaw werd in januari 2017 voor het restant van het seizoen verhuurd aan Chesterfield FC. Hij kwam uiteindelijk tot 13 wedstrijden voor de club.

### Motherwell
Op 31 augustus 2017 vertrok Grimshaw permanent naar Motherwell. Hij tekende een contract tot 31 mei 2018. Hij speelde uiteindelijk vijf jaar bij de club. Grimshaw scoorde zijn eerste doelpunt in zijn carrière op 21 augustus 2021, toen Motherwell met 2-1 won bij Livingston.

### Greenock Morton en Dundee United
Na het seizoen 2022/23 doorgebracht te hebben bij tweedeklasser Greenock Morton FC, maakte Grimshaw medio 2023 de overstap naar competitiegenoot Dundee United. Grimshaw was basisspeler in het elftal van trainer Jim Goodwin, werd met Dundee United kampioen en keerde zodoende terug naar het hoogste niveau. Op het hoogste niveau kwam hij echter weinig meer voor in de plannen van trainer Goodwin en in augustus 2024 werd zijn contract in onderling overleg ontbonden.

## Interlandcarrière
Grimshaw speelde in 2012 twee interlands in het Engels voetbalelftal onder 18. Hij maakte zijn debuut op 24 oktober 2012 in de oefenwedstrijd tegen de leeftijdsgenoten van Italië. Grimshaw speelde de volledige wedstrijd.